# Эрзи (гора)
Эрзи, или Арзи (ингуш. Аьрзи-чочь-корта) — одна из вершин Бокового хребта, расположенного на Большом Кавказе. Гора Эрзи располагается на юге Ингушетии, на границе Грузии и России. Имеет высоту 3963 м и располагается неподалёку от вершины Шан, имеющей высоту 4451 м.